# Enquête sur l'entendement humain
Ne doit pas être confondu avec Essai sur l'entendement humain.
L’Enquête sur l’entendement humain (An Enquiry concerning Human Understanding en anglais), est une œuvre philosophique du philosophe empiriste écossais David Hume, publiée en 1748.

## Présentation générale
Cet ouvrage est la reprise plus courte et polémique d’une œuvre précédente, le Traité de la nature humaine publié anonymement à Londres en 1739-1740. La réception du Traité de la nature humaine a été décevante pour Hume et il s'est décidé à écrire l’Enquête sur l’entendement humain. C'est une nouvelle tentative, de la part de Hume, de diffuser ses idées parmi le public. L’Enquête écarte une grande partie du matériel du Traité pour en éclaircir et en souligner les aspects plus importants. Par exemple Hume ne fait pas figurer son point de vue quant à l’identité personnelle ou sur la conscience, mais ses arguments qui traitent du rôle de l’habitude sur la causalité, fondements de sa théorie de la connaissance, sont retenus.
L'Enquête sur l'entendement humain doit, selon un mot de Hume dans l'introduction, être tenue comme représentant dorénavant les positions et thèses de son auteur.

## L'empirisme épistémologique

### Des différentes sortes de philosophies
La première partie de l’Enquête consiste en une introduction à la philosophie prise dans sa généralité, davantage même un survol où Hume se limitera à distinguer deux grandes catégories : la philosophie naturelle d’une part, et la philosophie de la nature humaine, ou – comme il la nomme lui-même – la philosophie morale. Cette dernière prend à la fois pour objet le champ des actions et celui de la pensée, approche morale et épistémologique. L’accent est mis ici par voie d’avertissement que les philosophes se réclamant d’une pensée nuancée et originale seront sûrement tenus à l’écart en faveur d’un certain bon sens philosophique populaire. Il insiste cependant sur le fait que la précision est d’un grand secours dans toute forme d’art ou d’artisanat, y compris en ce qui concerne la philosophie.

### L'origine des idées
Ensuite Hume va poser la distinction essentielle pour son empirisme entre ce qu’il nomme les impressions et les idées. Par impressions il faut entendre les sensations, ainsi que les sentiments, les passions, le vouloir, etc. : ce que nos sens nous apportent, ce que l'on ressent, ce qui est empirique ; les idées, elles, renvoient davantage à ces impressions, non pas en tant qu'elles sont immédiatement ressenties, mais en tant qu'elles sont représentées dans la mémoire ou dans l'imagination. Selon Hume la différence essentielle permettant de les distinguer est que les idées sont bien moins « vives » que les impressions, elles ne sont qu’une copie, qu’un souvenir de la trace que les sens ont laissés. Par exemple l’idée que l’on se fait du goût d’une orange sera toujours nettement inférieur à la sensation directe que l'on éprouve en mangeant une orange : la plus vive idée sera toujours largement inférieure à la plus faible impression. Écrivant toujours dans la tradition empirique qui le caractérise, Hume ajoute que nos impressions sont la source de toutes nos idées.
Hume pose d’autre part que nos idées peuvent soit résulter d’une sensation simple, soit être la composition de plusieurs sensations simples : elle est alors le résultat de l’imagination fonctionnant en corrélation avec les sensations. Ces idées, dans l'imagination ou dans la mémoire, peuvent s'associer selon trois types de connexion : par contiguïté (rapprochement de deux idées dans le temps et l'espace), par ressemblance (similitude entre deux idées), ou par relation de cause et d'effet ("connexion", dans certaines traductions). Pour Hume, nos facultés créatrices – ou ce qu’on appelle ainsi – peuvent être décomposées en au moins quatre opérations mentales distinctes qui utilisent comme base les impressions de nos sens. Tout d’abord la composition (à savoir l’addition d’une idée avec une autre comme une corne avec un cheval donnant une licorne) ; puis la transposition (c’est-à-dire la substitution d’une partie de quelque chose pour la remplacer par la partie d’une autre chose, comme le corps d’un homme sur le corps d’un cheval pour faire un centaure ; l’augmentation (comme pour un géant dont la taille a démesurément été augmentée) ; ou à l’inverse la diminution comme pour les nains. Dans un chapitre plus loin il mentionnera aussi les opérations de mélange, de séparation et de division.
Cependant Hume admet qu’il existe une objection à cette répartition : le problème de « La nuance de bleu manquante ». Dans cette expérience il s’agit de considérer un homme qui, tout au long de sa vie aurait eu accès à toutes les nuances de bleu possibles à l’exception d’une seule. Hume prédit là-dessus que cet homme, en n’ayant jamais été mis en contact avec cette nuance particulière, serait capable de la « deviner » à partir des nuances déjà à sa disposition, en la comparant entre une plus claire et une autre plus foncée par exemple. Cette expérience pose de fait quelques difficultés aux distinctions empiriques énoncées plus haut, même si Hume la met simplement de côté comme cas particulier.

### Les associations d'idées
Dans ce chapitre Hume définit les relations pouvant lier les idées entre elles de manière qu’elles arrivent successivement dans notre esprit sans que l’on en imagine forcément de relation. Il explique qu’il peut exister trois sortes d’associations entre les idées : la ressemblance, la contiguïté dans le temps et la relation de cause à effet. Il s’engage aussi dans le sens de la nécessité d’un principe universel régissant en quelque sorte les connexions établies entre les différentes idées sans toutefois s’exprimer davantage pour le moment.

## Réception
Cet ouvrage a eu une grande influence, tant dans les années qui suivirent sa publication qu’aujourd’hui. Kant en a dit qu’il l’avait tiré de son « sommeil dogmatique ». L’Enquête sur l’entendement humain est considérée comme un classique de la philosophie moderne.
Les arguments de l’Enquête sont avancés successivement à travers une série de chapitres procédant par étape et ordonnés de façon logique. Après avoir explicité les différents pans de sa philosophie de la connaissance (épistémologie), Hume s’attache à définir comment doivent être appliqués ses différents principes à des sujets ou objets spécifiques.